# ایوب پایداری
ایوب پایداری (زاده ۱۳۳۵) بنیانگذار و مدیرعامل شرکت فرآورده‌های لبنی میهن و «پدر بستی ایران» است. ایوب پایداری در سال ۱۳۵۴ شرکت میهن را تأسیس کرد.

## آغاز زندگی
ایوب پایداری در سال ۱۳۳۵ در در روستای کندرود از توابع بخش صوفیان شهرستان شبستر در استان آذربایجان‌شرقی  زاده شد. خانواده او به کار باغداری و دامپروری مشغول بودند.
ایوب پایداری در سن پانزده سالگی ترک تحصیل و به تهران مهاجرت کرد. او در تهران به عنوان کارگر ساده در مغازه شیرینی‌فروشی یکی از هم روستایی‌های خود مشغول به کار شد. وی کار خود را از دورهٔ نوجوانی با فروش بستنی با چرخ دستی آغاز کرد.

## تولید بستنی
پایداری در سال ۱۳۵۴ با اجاره مغازه‌ای در منطقه اسلام‌شهر تصمیم گرفت کار تولید بستنی چوبی را در سطح محدود و به شکل کارگاهی آغاز کند. او پس از مدتی مغازه تولید بستنی یا همان کارگاه کوچک خود را به کارگاه نیمه‌صنعتی بزرگ‌تر در حوالی همان محل منتقل کرد. او همچنین با یک دستگاه خاور یخچال‌دار به شهرستان‌های دور و نزدیک نیز بستنی می‌فرستاد. بستنی‌های سادهٔ چوبی و لیوانی در دو نوع شیری و میوه‌ای و با طعم‌های وانیلی و شکلاتی بودند. وی در ادامه نخستین کارخانه تولید صنعتی بستنی را در منطقه اسلام‌شهر راه‌اندازی کرد.
پایداری برای ایجاد تحول و ارتقا بیشتر کیفیت محصولات خود به اروپا سفر کرد و با مدل جدیدی از تولید آشنا شد. این مدل تولید، بستنی را به صورت تمام‌اتوماتیک و با تونل انجماد تولید می‌کرد. او در سال ۱۳۷۱ بستنی پریما یا مگنوم به بازار ایران وارد کرد.

## تولید محصولات لبنی
پایداری در سال ۱۳۷۵ و پس از موفقیت‌هایی که در زمینه تولید بستنی به دست آورد وارد عرصه تولید محصولات لبنی شد. او بین سال‌های ۱۳۷۵ و ۱۳۷۶ تولید شیر استریل را آغاز کرد. پایداری شهر لبنیات میهن را با وسعت ۳۷ هکتار را تأسیس کرد.

## نام میهن
ایوب پایداری در مصاحبه‌ای دربارهٔ علت گذاشتن نام «میهن» روی کسب‌وکارش می‌گوید:
«نام میهن را هم به دلیل عرق ملی‌ام انتخاب کرده بودم. از بچگی آرزو داشتم در کاری که انجام می‌دهم منشأ تغییر و تحول باشم و بر صنعت و حرفه‌ای که دنبال می‌کنم، تأثیرگذار باشم.»

## جوایز
- نشان امین‌الضرب در سال ۱۳۹۶ به وی اعطا شد.[۹]

- نشریهٔ فوربز در سال ۲۰۱۷ در فهرست پانزده برند برتر جهان به بستنی میهن رتبهٔ دهم را اختصاص داد.[۱۰][۱۱]
- در اسفند سال ۱۴۰۰ همزمان با اختتامیه پویش ملی به رنگ مدرسه از ایوب پایداری به دلیل حمایت از ساخت مدرسه در مناطق محروم و کم‌برخوردار کشور تجلیل به عمل آمد.[۱۲]

## حواشی
نام پایداری، در صدر فهرست ابربدهکاران حقیقی شبکه بانکی کشور با ۲ هزار و ۷۵۵ میلیارد تومان بدهی قرار دارد.
به سبب همکاری گروه صنعتی میهن با نیروهای ضدشورش و در اختیار قرار دادن کامیون‌های این شرکت برای جابجایی نیروهای سرکوب در خیزش ۱۴۰۱ ایران، کاربران متعددی در شبکه‌های اجتماعی خواستار تحریم محصولات این شرکت شدند.